# زیبارز
زِیبارز (به انگلیسی: Zabar's) یک فروشگاه ویژه مواد غذایی در آپر وست ساید منهتن است که توسط لوئیس زیبار و لیلیان زیبار تأسیس شده‌است.